# Parker Posey
Pour ne pas confondre avec l'actrice de Ma famille d'abord, voir Parker McKenna Posey.
Pour les articles homonymes, voir Posey.
Parker Posey, née le 8 novembre 1968 à Baltimore (Maryland), est une actrice américaine.
Bien qu'ayant tourné dans des films et des séries grand public, elle est principalement connue pour ses rôles dans plus d'une trentaine de films indépendants assez bien reçus et qui ont bâti sa réputation de « Queen of the Indies » et de figure de proue du cinéma américain indépendant depuis les années 1990.

## Biographie

### Jeunesse et formation
Née à Baltimore, au Maryland, Parker Christian Posey est la fille de Lynda, cuisinière et Chris Posey, qui possédait une concession Chevrolet. Elle a un frère jumeau, Christopher. Son prénom est un hommage à la mannequin des années 1950, Suzy Parker.
Après sa naissance, elle et sa famille emménagent à Laurel (Mississippi), où sa mère a travaillé comme cuisinière et instructrice culinaire pour le Viking Range Corporation, à Greenwood et son père exploitait une concession automobile. Puis elle a vécu à Monroe (Louisiane). Elle a été élevée dans la religion catholique.
Parker Posey prend des cours de danse et de comédie à la North Carolina School of the Arts. Elle étudie ensuite l'art dramatique à la prestigieuse Université State University de New York.

### Carrière

#### Révélation du cinéma indépendant
En 1991, Posey a vingt-trois ans lorsqu'elle commence sa carrière avec le téléfilm First Love, Fatal Love, suivi du soap opéra As the World Turns (inédit en France), dans lequel elle incarne Tess Shelby, rôle qu'elle tiendra pendant un an, suivi d'une participation dans la mini-série Les Chroniques de San Francisco, où elle apparaîtra également dans les opus suivants.
Ce n'est qu'en 1993 qu'elle commence une carrière cinématographique marquée par un premier rôle important au film culte Génération rebelle, qui a vu également de futurs grands noms du cinéma américain faire leurs premières armes tels que Matthew McConaughey, Ben Affleck, Milla Jovovich, Adam Goldberg, Renée Zellweger et Joey Lauren Adams. Le film ne rencontre qu'un succès d'estime, obtenant au fil des années le statut de film culte. La même année, elle participe à la comédie Coneheads, basé sur un sketch de l'émission Saturday Night Live, avant de participer au court-métrage Flirt, de Hal Hartley, avec lequel elle collaborera à six reprises en devenant son actrice fétiche (Amateur, Opera No. 1, l'adaptation en long-métrage de Flirt, Henry Fool et sa suite Fay Grim et The Sisters of Mercy, dont elle co écrira le scénario).
Elle a également joué le rôle de Lulu dans Nuits blanches à Seattle, de Nora Ephron (1993), mais ses scènes furent coupées au montage.
Ce n'est qu'en 1995 qu'elle obtient un rôle principal avec la comédie indépendante Party Girl, qui rencontre un succès inattendu, mais toutefois restreint (472 320 dollars pour un budget de seulement 150 000 dollars). Mais il reste cependant connu pour avoir été le premier film à être montré dans son intégralité sur Internet. Après ce succès, elle incarnera deux seconds rôles, contre le souhait de son manager.
En 1996, elle fut pressentie afin d'incarner Dorothy dans Jerry Maguire, mais le rôle est finalement attribué à Renée Zellweger.
Elle enchaîne les films en tournant auprès de réalisateurs réputés tels que Gregg Araki (Doom Generation) et Julian Schnabel (Basquiat) et des films tels que En route vers Manhattan, devenant ainsi l'égérie du cinéma indépendant américain, ce qui lui vaudra le surnom de « Queen of the Indies» par le très réputé magazine Time.
En 1997, sa prestation de jeune femme perturbée se prenant pour Jackie Kennedy dans la comédie dramatique The House of Yes ne passe pas inaperçue, puisqu'elle obtient le Prix Spécial du Jury au Festival de Sundance.

#### Confirmation commerciale et diversification

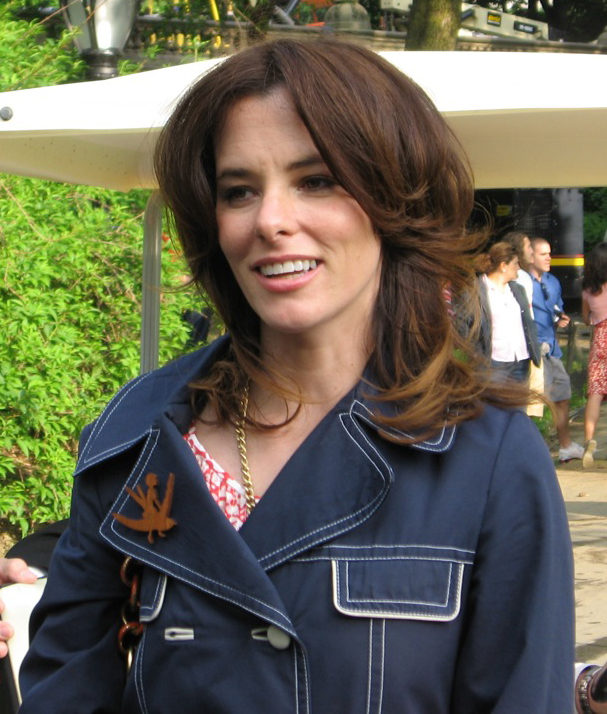
Lors des Upfronts du réseau FOX, en 2007.

En 1998, sa carrière est à un tournant puisqu'elle s'oriente vers un cinéma plus grand public, en incarnant la petite amie surchargée de Tom Hanks dans la comédie romantique Vous avez un mess@ge, suivi du film d'horreur Scream 3, où elle prête ses traits à une actrice survoltée, mais cela ne l'empêche pas de tourner par la suite des films à faible budget ou à faible retentissement public mais salués par la critique tels que The Anniversary Party et Personal Velocity: Three Portraits, où son interprétation d'une femme d'affaires ambitieuse lui vaut d'obtenir une nomination à l'Independent Spirit Award de la meilleure actrice.
Durant cette période, elle travaille à plusieurs reprises avec le réalisateur Christopher Guest avec lequel elle avait déjà collaboré dans Waiting for Guffman (1996), pour des films tels que Bêtes de scène, A Mighty Wind, pour lequel elle chante et joue de la mandoline et For Your Consideration.
Elle continue à alterner blockbusters à succès (Une affaire de cœur, Blade: Trinity, Superman Returns, où elle est la petite amie de Lex Luthor, The Eye) et petites productions (The Oh in Ohio, Fay Grim), ainsi que la télévision (Hell on Heels: The Battle of Mary Kay, téléfilm qui lui vaut d'être nommée au Golden Globe, Boston Justice, Bored to Death, Will et Grace).

En 2003, elle est membre du jury lors du Festival du film de Tribeca. Deux ans plus tard, elle renouvelle cette expérience en tant que juré pour l'émission de télévision Project Runway. 

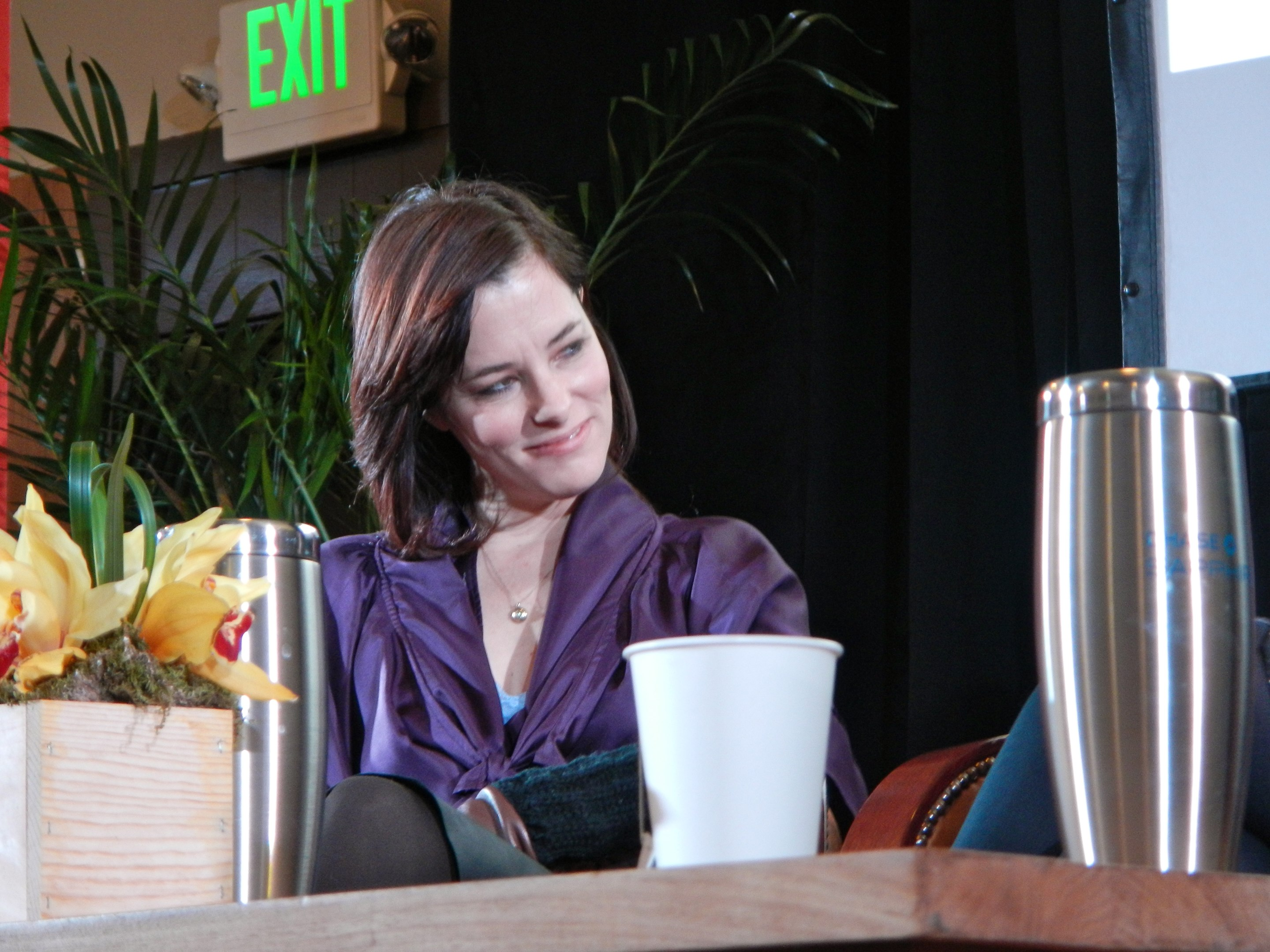
Au Sundance Cinema Cafe, en 2012.

Parallèlement, au début des années 2000, elle fait ses premiers pas au théâtre, à Broadway avec la pièce Taller Than a Dwarf, d'Elaine May, dans lequel elle partage la vedette avec Matthew Broderick. Elle ne s'arrête pas en si bon chemin avec des pièces off-Broadway tels qu'Hurlyburly, pour laquelle elle a reçu le Lucille Lortel Award, Fifth of July de Lanford Wilson, Four Dogs and a Bone, de John Patrick Shanley et mis en scène par Lawrence Kasdan.
Elle a également écrit des scénarios, des articles et interviews dans des magazines, mais aussi joue aussi de la mandoline sur un titre du groupe The Dandy Warhols (album Welcome to the Monkey House), participe à l'écriture d'un titre pour Ryan Adams, son petit ami de l'époque ainsi que les chœurs pour l'album de ce dernier (Rock'n'Roll, 2003)
Avec l'équipe du film A Mighty Wind, Posey a joué son rôle dans le film, Sissy Knox, pour une série de concerts dans divers villes des États-Unis, en mai, septembre et novembre 2003.
En 2006, elle participe à une campagne publicitaire d'envergure pour la marque Pepsi aux côtés de Jimmy Fallon. Et elle est à l'affiche de Fay Grim, la suite de Henry Fool, sorti en 1997, dans lequel Parker Posey et Thomas Jay Ryan reprennent leurs rôles respectifs du premier volet. Le film est présenté au Festival international du film de Toronto.
En 2007, elle tourne sous la direction de son amie Zoe Cassavetes dans la comédie Broken English, qui lui vaut une seconde nomination à l'Independent Spirit Award de la meilleure actrice. La même année, elle tient l'un des rôles principaux de la série The Return of Jezebel James, qui sera annulé au bout de la diffusion de trois épisodes.
En 2009, elle joue la sœur de Demi Moore dans Happy Tears, un film dramatique indépendant réalisé par Mitchell Lichtenstein.

#### Alternance cinéma et télévision

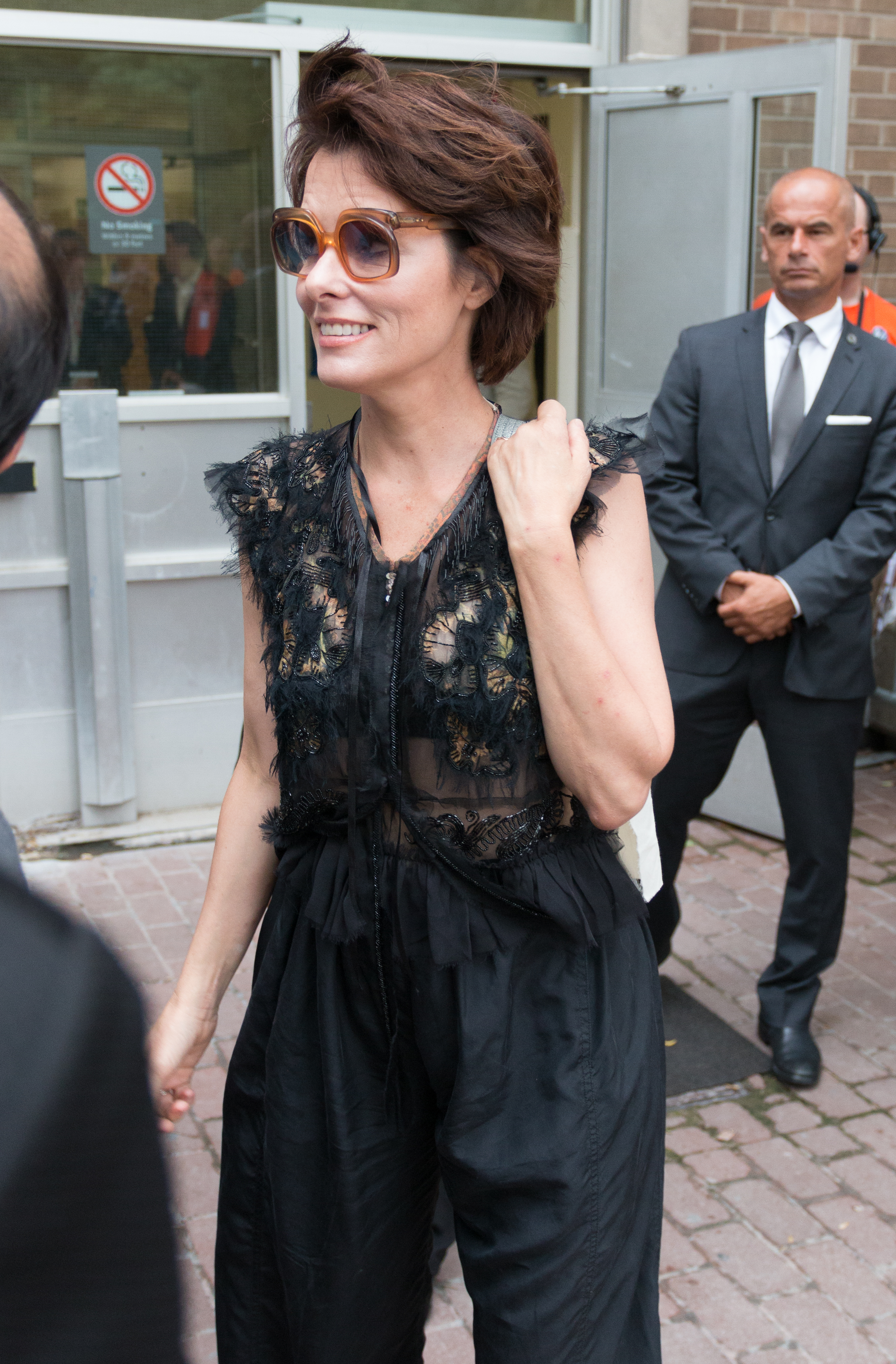
Lors de l'avant-première du film Mascots au Festival international du film de Toronto 2016.

En 2011, elle rejoint la distribution de la deuxième saison de la série télévisée The Big C, et elle joue également dans une poignée d'épisodes de l'acclamée The Good Wife. Elle joue aussi une rivale d'Amy Poehler le temps d'un épisode de Parks and Recreation.
L'année suivante, elle poursuit ses apparitions en tant que guest-star, elle s'invite notamment sur les plateaux de séries tels que Louie et New Girl, remplaçant l'actrice Leslie Mann indisponible à cause d'un conflit d'emploi du temps.
En 2014, elle seconde Nicole Kidman dans le film biographique Grace de Monaco et joue l'un des premiers rôles dans le drame salué Ned Rifle. L'année suivante, elle rejoint la distribution récurrente de la série Granite Flats et seconde le duo d'acteurs formé par Joaquin Phoenix et Emma Stone pour la comédie L'Homme irrationnel sous la direction de Woody Allen, qui est présentée au Festival de Cannes. Un an plus tard, elle renouvelle cette collaboration avec Allen en rejoignant le casting de Café Society aux côtés de Jesse Eisenberg, Kristen Stewart, Steve Carell et Blake Lively.
À partir de 2018, elle séduit en rejoignant la distribution principale de la série télévisée fantastique Perdus dans l'espace, basée sur la série du même titre des années 1960. Elle est diffusée à l'international à partir du 13 avril 2018 sur Netflix. Son interprétation lui vaut une proposition au Saturn Award de la meilleure actrice de télévision dans un second rôle. Elle publie un premier livre partiellement autobiographique You're on an Airplane: A Self-Mythologizing Memoir.
Perdus dans l'espace est renouvelée pour une seconde saison à la suite de très bonnes audiences enregistrées pour la plateforme de vidéo à la demande. Le 9 mars 2020, la série a été renouvelée pour une troisième et dernière Saison prévue en 2021. Son comportement dans la série n'est autre que sa vraie personnalité.

### Vie privée
Elle est considérée comme l'une des membres de la Purchase Mafia, le nom donné à un groupe de diplômés de l'université d'État de New York à Purchase, constitués d'acteurs et cinéastes tels que Wesley Snipes, Sherry Stringfield, Stanley Tucci, Curtis McClarin, Bob Gosse, Nick Gomez et Melissa Leo.

## Théâtre
Sauf indication contraire ou complémentaire, les informations mentionnées dans cette section proviennent des bases de données IBDb et IMDb.
- 1986 : Harvey
- 2000-2001 : Taller Than a Dwarf d'Elaine May, mis en scène par Alan Arkin, Longacre Theatre, New York : Selma Miller
- 2003 : Fifth of July de Lanford Wilson, mis en scène par Jo Bonney, The Peter Norton Space, New York : Gwen Landis
- 2005 : Hurlyburly de David Rabe, mis en scène par Scott Elliott, The Pershing Square Signature Center, New York : Darlenbe
- 2023 : The Seagull/Woodstock de Thomas Bradshaw (en) d'après Anton Tchekhov, mis en scène par Scott Elliott, The Pershing Square Signature Center, New York : Irene

## Filmographie

### Cinéma

#### Longs métrages
- 1993 : Joey Breaker de Steven Starr : Irene Kildare
- 1993 : Génération rebelle (Dazed and Confused) de Richard Linklater : Darla Marks
- 1993 : Coneheads de Steve Barron : Stephanie
- 1993 : The Wake de Tom Danahue : Beachgoer (non créditée)
- 1993 : Description of a Struggle de Tony Pemberton : Wanda
- 1994 : Dead Connection de Nigel Dick : Denise
- 1994 : Amateur d'Hal Hartley : la squatteuse
- 1994 : Sleep with Me de Rory Kelly : Athena
- 1994 : Joyeux Noël (Mixed Nuts) de Nora Ephron : Rollerblader
- 1995 : The Doom Generation de Gregg Araki : Brandi
- 1995 : Party Girl de Daisy von Scherler Mayer : Mary
- 1995 : Drunks de Peter Cohn : Debbie
- 1995 : Frisk (en) de Todd Verow : Ferguson
- 1995 : Flirt d'Hal Hartley : Emily
- 1995 : Kicking and Screaming de Noah Baumbach : Miami
- 1996 : En route vers Manhattan (The Daytrippers) de Greg Mottola : Jo Malone
- 1996 : Basquiat de Julian Schnabel : Mary Boone
- 1996 : Waiting for Guffman de Christopher Guest : Libby Mae Brown
- 1996 : SubUrbia de Richard Linklater : Erica
- 1997 : The House of Yes de Mark Waters : "Jackie-O" Pascal
- 1997 : Clockwatchers de Jill Sprecher : Margaret Burre
- 1997 : Henry Fool d'Hal Hartley : Fay Grim
- 1997 : Dinner at Fred's de Shawn Thompson : Celia
- 1998 : What Rats Won't Do de Alastair Reid : Mireilla Burton
- 1998 : Les Folies de Margaret (The Misadventures of Margaret) de Brian Skeet : Margaret Nathan
- 1998 : Vous avez un mess@ge (You've Got a Mail) de Nora Ephron : Patricia Eden
- 1999 : The Venice Project de Robert Dornhelm : Myra
- 2000 : Scream 3 de Wes Craven : Jennifer Jolie
- 2000 : Bêtes de scène (Best in Show) de Christopher Guest : Meg Swan
- 2001 : Josie et les Pussycats (Josie and the Pussycats) d'Harry Elfont et Deborah Kaplan : Fiona
- 2001 : The Anniversary Party de Jennifer Jason Leigh et Alan Cumming : Judy Adams
- 2002 : Personal Velocity: Three Portraits de Rebecca Miller : Greta Herskowitz
- 2002 : Allumeuses! (The Sweetest Thing) de Roger Kumble : Judy Marks
- 2003 : The Event de Thom Fitzgerald : Nick
- 2003 : A Mighty Wind de Christopher Guest : Sissy Knox
- 2004 : Une affaire de cœur (Laws of Attraction) de Peter Howitt : Serena
- 2004 : Blade: Trinity de David S. Goyer : Danica Talos
- 2005 : Adam & Steve de Craig Chester : Rhonda
- 2006 : The Oh in Ohio de Billy Kent : Priscilla Chase
- 2006 : Superman Returns de Bryan Singer : Kitty Kowalski
- 2006 : For Your Consideration de Christopher Guest : Callie Webb
- 2006 : Fay Grim d'Hal Hartley : Fay Grim
- 2007 : Broken English de Zoe Cassavetes : Nora Wilder
- 2008 : The Eye de David Moreau et Xavier Palud : Helen Wells
- 2009 : Spring Breakdown de Ryan Shiraki : Becky St. Germaine [n 1]
- 2009 : Happy Tears de Mitchell Lichtenstein : Jayne
- 2011 : Inside Out d'Artie Mandelberg : Claire Small
- 2011 : Sunny Side Up de David Pomes : Angelica Lovecraft
- 2012 : Price Check de Michael Walker : Susan Felders
- 2013 : Highland Park de Andrew Meieran : Shirley Paine
- 2013 : And Now a Word from Our Spensor de Zack Bernbaum : Karen Hillridge
- 2013 : Hairbrained de Billy Kent : Sheila Pettifog
- 2014 : Grace de Monaco d'Olivier Dahan : Madge Tivey-Faucon
- 2014 : Ned Rifle d'Hal Hartley : Fay Grim
- 2015 : L'Homme irrationnel (Irrational Man) de Woody Allen : Rita Richards
- 2016 : Café Society de Woody Allen : Rad Taylor
- 2016 : The Architect de Jonathan Parker : Drew
- 2016 : My Art de Laurie Simmons : Angie
- 2016 : Mascots de Christopher Guest : Cindi Babineaux
- 2017 : Columbus de Kogonada : Eleanor
- 2018 : The Con Is On de James Oakley : Gina
- 2019 : Elsewhere de Hernán Jiménez : Marie
- 2023 : Beau Is Afraid de Ari Aster : Elaine Bray
- 2024 : Thelma de Josh Margolin : Gail

#### Courts métrages
- 1993 : Flirt d'Hal Hartley : Emily
- 1994 : Iris d'Hal Hartley
- 1994 : Opera No. 1 d'Hal Hartley : Fairy #1
- 1995 : An Eviction Novice de Jake Paltrow
- 1999 : Gunshy de Maura Naughton
- 2004 : The Sisters of Mercy d'Hal Hartley (également scénariste)

### Télévision

#### Téléfilms
- 1991 : First Love, Fatal Love d'Helen Whitney
- 1993 : Tracey Takes on New York de Don Scardino : Libby
- 2002 : Hell on Heels: The Battle of Mary Kay d'Ed Gernon : Jinger Heath
- 2004 : Frankenstein de Marcus Nispel : Detective Carson O'Conner
- 2012 : Hemingway & Gellhorn de Philip Kaufman : Mary Welsh Hemingway

#### Séries télévisées
- 1991-1992 : As the World Turns : Tess Shelby
- 1993 : Les Chroniques de San Francisco (Tales of the City) : Connie Bradshaw (4 épisodes)
- 1998 : Les Chroniques de San Francisco (More Tales of the City) : Connie Bradshaw (mini-série, 1 épisode)
- 2000 : Futurama : Umbriel (voix, 1 épisode)
- 2000 : Les Simpson (The Simpsons) : Becky (voix,1 épisode)
- 2001 : Chroniques de San Francisco (Further Tales of the City) : Connie Bradshaw Fetzner (mini-série, 3 épisodes)
- 2001 : Will et Grace (Will and Grace) : Dorleen (saison 4, 2 épisodes)
- 2006 : Boston Justice (Boston Legal) : Marlene Stanger (saisons 2 à 3, 4 épisodes)
- 2007 : The Return of Jezebel James : Sarah Tompkins (7 épisodes)
- 2009 : Bored to Death : Michelle Whiting (1 épisode)
- 2011 : Parks and Recreation : Lindsay Carlisle Shay (1 épisode)
- 2011 : The Big C : Poppy Kowalski (3 épisodes)
- 2011 - 2012 : The Good Wife : Vanessa Gold (saison 3, 3 épisodes)
- 2012 : Louie : Liz (4 épisodes)
- 2012 : New Girl : Casey (1 épisode)
- 2014 : Inside Amy Schumer : elle-même (1 épisode)
- 2014 : Crazy House : Dr. Krimmens (pilote non retenu par Comedy Central)
- 2015 : Drunk History : Mary Phelps Jacob (1 épisode)
- 2015 : Granite Flats : Alice White (8 épisodes)
- 2016 : Skylanders Academy : Dreamcatcher (voix, 7 épisodes)
- 2016 : Search Party : Brick (3 épisodes)
- 2018 : Robot Chicken : Lenny Busker / Angela / Sphinx (voix, 1 épisode)
- 2018 - 2021 : Perdus dans l'espace : June alias Dr Zoe Smith (28 épisodes)
- 2020 : High Fidelity : Noreen (saison 1, épisode 5)
- 2022 : The Staircase : Freda Black
- 2022 : Tales of the Walking Dead : Blair (Saison 1, épisode 2)
- 2024 : Mr. et Mrs. Smith (Mr. & Mrs. Smith)
- 2025 : The White Lotus : Victoria Ratliff

### En tant que productrice
- 2019 : The Booksellers de D.W. Young (documentaire)

## Publication
- You're on an Airplane: A Self-Mythologizing Memoir, Virago, 2018

## Distinctions
Sauf indication contraire ou complémentaire, les informations mentionnées dans cette section proviennent de la base de données IMDb

### Récompenses
- Festival du film de Sundance 1997 : Lauréate du Prix spécial du jury de la meilleure actrice pour The House of Yes (1997).
- Florida Film Critics Circle 2004 : meilleure distribution pour A Mighty Wind (2003).
- Gold Derby Awards 2013 : meilleure actrice invitée dans une série télévisée comique pour Louie

### Nominations
- Satellite Awards 1998 : meilleure actrice pour The House of Yes
- MTV Movie & TV Awards 2000 : meilleure performance comique pour Scream 3
- New York Film Critics Circle 2002 : meilleure actrice dans un second rôle pour Personal Velocity: Three Portraits
- 60e cérémonie des Golden Globes 2003 : meilleure actrice dans un second rôle dans une série, une mini-série ou un téléfilm pour Hell on Heels: The Battle of Mary Kay
- Film Independent's Spirit Awards 2003 : meilleure actrice pour Personal Velocity: Three Portraits
- Gold Derby Awards 2004 : meilleure distribution pour A Mighty Wind (nomination partagée avec l'ensemble du casting)
- Phoenix Film Critics Society 2004 : meilleure distribution pour A Mighty Wind (nomination partagée avec l'ensemble du casting)
- Gotham Independent Film Awards 2006 : meilleure distribution pour For Your Consideration (nomination partagée avec l'ensemble du casting)
- 33e cérémonie des Saturn Awards 2007 : meilleure actrice dans un second rôle pour Superman Returns
- Chlotrudis Awards 2008 : meilleure actrice pour Fay Grim
- Film Independent's Spirit Awards 2008 : meilleure actrice pour Broken English
- Fright Meter Awards 2008 : meilleure actrice dans un second rôle pour The Eye
- Online Film & Television Association 2011 : meilleure actrice invitée dans une série télévisée comique pour Parks and Recreation
- 45e cérémonie des Saturn Awards 2019 : meilleure actrice de télévision dans un second rôle pour Perdus dans l'espace

## Voix francophones
En France, Parker Posey n'a pas de voix régulière. Dominique Westberg et Claire Guyot l'ont doublée à quatre reprises. Au Québec, Anne Bédard l'a régulièrement doublée.